# Paibiense
| Era Eratema | Periodo Sistema | Época Serie                  | Edad Piso                    | Inicio, en millones de años |
| ----------- | --------------- | ---------------------------- | ---------------------------- | --------------------------- |
| Paleozoico  | Pérmico         | Pérmico                      | Pérmico                      | 298,9±0,15                  |
| Paleozoico  | Carbonífero     | Carbonífero                  | Carbonífero                  | 358,86±0,19                 |
| Paleozoico  | Devónico        | Devónico                     | Devónico                     | 419,62±1,36                 |
| Paleozoico  | Silúrico        | Silúrico                     | Silúrico                     | 443,1±0,9                   |
| Paleozoico  | Ordovícico      | Ordovícico                   | Ordovícico                   | 486,8 ±1,5                  |
| Paleozoico  | Cámbrico        | Furongiense Furongiano       | Piso/Edad 10                 | 491,0                       |
| Paleozoico  | Cámbrico        | Furongiense Furongiano       | Jiangshaniense Jiangshaniano | 494,2                       |
| Paleozoico  | Cámbrico        | Furongiense Furongiano       | Paibiense Paibiano           | ~497                        |
| Paleozoico  | Cámbrico        | Miaolingiense Miaolingiano   | Guzhangiense Guzhangiano     | ~500,5                      |
| Paleozoico  | Cámbrico        | Miaolingiense Miaolingiano   | Drumiense Drumiano           | ~504,5                      |
| Paleozoico  | Cámbrico        | Miaolingiense Miaolingiano   | Wuliuense Wuliuano           | ~506,5                      |
| Paleozoico  | Cámbrico        | Serie/Época 2                | Piso/Edad 4                  | 514,5                       |
| Paleozoico  | Cámbrico        | Serie/Época 2                | Piso/Edad 3                  | ~521                        |
| Paleozoico  | Cámbrico        | Terreneuviense Terreneuviano | Piso/Edad 2                  | ~529                        |
| Paleozoico  | Cámbrico        | Terreneuviense Terreneuviano | Fortuniense Fortuniano       | 538,8±0,6                   |

El Paibiense o Paibiano es el primer piso y edad del Furongiense (cuarta y última serie del Cámbrico) en la escala temporal geológica. Sucede al Guzhangiense (último piso del Miaolingiense) y precede al Jiangshaniense. Se inició hace unos 497 millones de años y terminó hace unos 494,2 millones de años.
El nombre Paibiense procede de la villa de Paibi, en el condado de Huayuan (prefectura de Xiangxi, provincia de Hunan, China), en la que se definió el estratotipo global de la base (GSSP).

## Sección estratotipo y punto de límite global (GSSP)

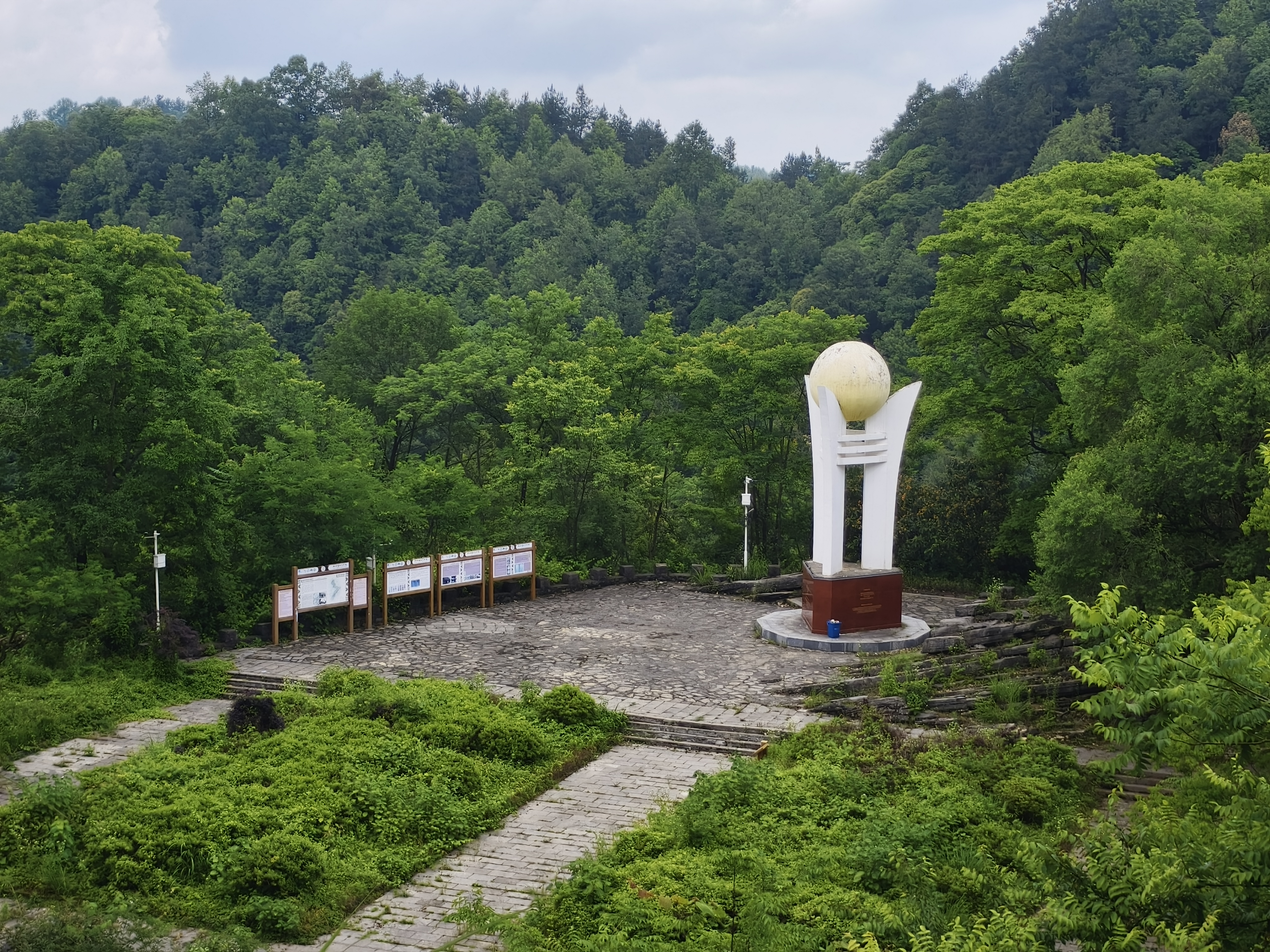
Monumento al GSSP de la base del Paibiense en la ubicación del estratotipo en Paibi (China)

La sección estratotipo y punto de límite global (GSSP) para la base del piso Paibiense y de la serie Furongiense está situado en la sección de Paibi, en el condado de Huayuan (prefectura de Xiangxi, provincia de Hunan, China). Se caracteriza por la primera aparición del trilobites agnóstido Glyptagnostus reticulatus. El piso, la serie y el GSSP fueron aprobados por la Comisión Internacional de Estratigrafía y ratificados posteriormente por la Unión Internacional de Ciencias Geológicas en 2003.
El techo del Paibiense se define por el GSSP de la base del Jiangshaniense, que se caracteriza por la primera aparición del trilobites agnóstido Agnostotes orientalis y la del trilobites polimérido Irvingella angustilimbata.